# Докутович Галина Іванівна
Галина Іванівна Докутович (біл. Галіна Іванаўна Докутович, 20 лютого 1921, Гомель — 1 серпня 1943, Кримський район, Краснодарський край) — радянська льотчиця, учасниця Другої Світової війни, штурман 46-го гвардійського легкобомбардувального нічного авіаційного полку, молодший лейтенант.

## Біографія
Народилася 20 лютого 1921 року в Гомелі.
Закінчила Гомельський аероклуб (1938), навчалася в Московському авіаційному інституті.
У 1941 році добровольцем пішла на фронт. Закінчила Енгельську авіаційну школу. Ще в період навчання, взимку 1942 року, в якості штурмана виконувала відповідальні польоти на важкому транспортному літаку «ТБ-3».
Була штурманом 46-го гвардійського Таманського авіаполку легких нічних бомбардувальників. Здійснила 136  бойових вильотів.
Влітку 1942 року отримала важке пошкодження хребта. Після лікування повернулася в полк, хоча у неї було відпускне свідоцтво для лікування на 6 місяців. Член ВКП(б)/КПРС з 1943 року. Після бойових нічних вильотів її мучили болі в хребті, але ніхто не чув від неї жодної скарги.
Загинула під час виконання бойового завдання над станицією Кримська (нині м. Кримськ) Краснодарського краю. Похована в селі Руське Краснодарського краю в братській могилі, де на меморіальній плиті написано її ім'я.

## Нагороди
- Орден Червоної Зірки[3] — награждена за 101 бойовий виліт і скинуті понад 12000 кг бомб, в результаті яких знищено 1 переправа, 6 цистерн з пальним і викликано 19 вибухів.
- Орден Вітчизняної війни 2-го ступеня (1943) — посмертно[4].
- Медаль «За оборону Кавказу»[5].

## Пам'ять
- Іменем Г. І. Докутовіч в Білорусії названа вулиця в Гомелі[6]; на будівлі Гомельського політехнікуму, у якому розміщувалася школа, де вона навчалась, встановлена меморіальна дошка.
- Її ім'я було присвоєно піонерським дружинам середніх шкіл № 24 і № 27 Гомеля, де створені меморіальні стенди. Щорічно в день народження Галини Докутовіч і в День Перемоги — учні цих шкіл проводять урочисті лінійки, до меморіальних стендів покладають квіти.
- Студенти Гомельського університету та учні Політеху під час трудового семестру зараховують Г. І. Докутовіч почесним бійцем будівельних загонів, а зароблені на її ім'я гроші перераховують в Фонд Миру.
- У Гомелі проводиться всесоюзний меморіальний турнір її імені з художньої гімнастики.
- Щоденник Галини Докутовіч частково опублікований в книзі А. Магід «Гвардійський Таманський авіаційний полк» (Москва, 1960 рік).
- Один з її листів зберігається в Білоруському державному музеї історії війни.
- Білоруський письменник Володимир Хутра присвятив Докутовіч п'єсу «Політ», поставлену республіканським театром юного глядача[7].